# دولاپ‌لی (قره‌تاش)
دولاپ‌لی (به ترکی استانبولی: Dolaplı) یک منطقهٔ مسکونی در ترکیه است که در قره‌تاش (شهر) واقع شده‌است.